# Richard Weber (Fußballspieler)
Richard Weber (* 27. Juni 1938) ist ein ehemaliger deutscher Fußballspieler, der in den Jahren 1963 bis 1966 für Eintracht Frankfurt 29 Spiele in der Fußball-Bundesliga bestritten hat. Als Amateurfußballer des VfL Marburg wurde der Defensivspieler vom DFB 1960 in die Amateurnationalmannschaft und 1961 in die Juniorennationalmannschaft U 23 berufen.

## Laufbahn
In der Saison 1958/59 gewann Richard Weber mit dem VfL Marburg die Meisterschaft in der 1. Amateurliga Hessen. Dabei setzte sich der Verein aus der Universitätsstadt knapp gegen den Verein des Torjägers Erwin Stein, SpVgg Griesheim 02, durch. In der Aufstiegsrunde zur 2. Liga Süd scheiterte Richard Weber mit seinen Mannschaftskameraden aber an dem Aufsteiger SpVgg Bayreuth. Mit der Auswahl von Hessen stand Weber zweimal in den Jahren 1959 und 1960 im Wettbewerb um den Länderpokal im Finale. Beide Spiele wurden gegen Hamburg (1959) und den Mittelrhein (1960) verloren. Am 26. Mai 1960 wurde Weber in die deutsche Fußballnationalmannschaft der Amateure für das Länderspiel in Saarbrücken gegen Frankreich berufen. DFB-Trainer Georg Gawliczek bestritt das Freundschaftsspiel mit dem Verteidigerpaar Weber und Jürgen Kurbjuhn und gewann das Spiel mit 6:2 Toren. In der Saison 1960/61 wurde der Verteidiger von VfL Marburg auch in der Juniorennationalmannschaft U 23 beim Länderspiel am 13. Mai 1961 in Waterschei gegen Belgien eingesetzt. Die Tore zum 3:1-Erfolg erzielten Gustav Flachenecker, Helmut Haller und Otto Hartz. Danach nahm Richard Weber das Angebot von Eintracht Frankfurt aus der Oberliga Süd an und wurde zur Saison 1961/62 Vertragsspieler bei den „Adlerträgern“.
Durch seine Wechselsperre war er für die Pflichtspiele in der Oberligarunde 1961/62 nicht spielberechtigt, in Freundschaftsspielen konnte er dagegen für die Eintracht auflaufen. So am 19. Oktober 1961 bei einer 1:3-Niederlage gegen Sheffield United und vor allem bei der einmonatigen Weltreise im Mai/Juni 1962. Es ging über Athen, Kairo, Bombay, Kalkutta, Bangkok, Kuala Lumpur, Tokio, Hawaii, Amerika, Vancouver, Winnipeg, Toronto und New York, ehe nach 33 Tagen die Eintracht-Expedition am 15. Juni wieder nach Frankfurt zurückkehrte. Im letzten Jahr der alten erstklassigen Oberliga 1962/63 kam der Marburger dann zu neun Einsätzen. Sein Debüt feierte er am 7. Oktober 1962 bei einem 2:0-Heimsieg gegen den TSV 1860 München als linker Verteidiger und bekämpfte dabei mit gutem Erfolg Alfred Heiß im „Löwen“-Sturm. Acht Tage später unterlief dem Verteidiger bei seinem Einsatz gegen den FC Schweinfurt 05 in der 84. Minute ein Eigentor zum 3:3-Endstand. Durch eine gute Leistung bei einem 7:0-Auswärtserfolg beim VfR Heilbronn am 24. Februar 1963 in einem Spiel um den süddeutschen Pokal, spielte er sich wieder in den engeren Oberligakader. In den letzten sieben Rückrundenbegegnungen gegen den 1. FC Nürnberg, Karlsruher SC, SpVgg Fürth, Ulm 1846, BC Augsburg, SSV Reutlingen und Schwaben Augsburg kam Weber dann durchgehend an der Seite von Egon Loy (Torhüter), Friedel Lutz, Hermann Höfer, Alfred Horn und Ludwig Landerer als linker Läufer zum Einsatz. Nach dem 29. Spieltag belegte die Eintracht punktgleich mit Nürnberg, die Konkurrenten um die Vizemeisterschaft wiesen jeweils 39:19 Punkte auf, auf dem 3. Rang. Zum Rundenschluss empfingen Weber und Kollegen Schwaben Augsburg, welche mit 17:41 Punkten auf dem 15. Rang lagen und sich keine Chancen ausrechnen konnten. Die Eintracht verlor das Spiel aber mit 1:2 Toren und rutschte damit auf den 4. Rang zurück. Am 11. Mai gehörte Weber auch noch dem Team an, das im süddeutschen Pokalviertelfinale mit 1:2 bei Hessen Kassel verlor und erlebte die Sonderklasse des brasilianischen Superstürmers Pelé bei einem Freundschaftsspiel am 5. Juni gegen den FC Santos bei einer 2:5-Niederlage – vier Tore durch Pelé – aktiv als linker Außenläufer auf dem Stadionrasen.
In der Bundesliga kam er am dritten Spieltag, den 7. September 1963, gegen den 1. FC Nürnberg unter Trainer Paul Oßwald bei einer 2:3-Heimniederlage zu seinem ersten Spiel. Mit Hermann Höfer bildete er vor 50.000 Zuschauern das Verteidigerpaar. Es folgten noch die Einsätze gegen Borussia Dortmund, Hertha BSC und am 25. April 1964 sein vierter und letzter Rundeneinsatz bei einem 3:1-Heimerfolg gegen den 1. FC Saarbrücken. Als Verteidiger konkurrierte er mit Hans-Walter Eigenbrodt, Willi Herbert, Friedel Lutz und Josef Weilbächer. Im DFB-Pokal vertrat er die Eintracht-Farben am 20. Mai 1964 beim 2:1-Heimerfolg im Viertelfinale gegen den FC Schalke 04. Nach Rundenende nahm er an der Südafrikareise mit Spielen in Bloemfontein, Kapstadt, Durban Addington FC, Johannesburg Highland Parks, Arcadia United Pretoria und Windhuk teil.
In der zweiten Saison gehörte er 1964/65 bei der Mannschaft von Trainer Ivica Horvat mit 24 Ligaspielen der Stammbesetzung in der Eintracht-Verteidigung an. Zumeist bildete er zusammen mit Hermann Höfer oder Peter Blusch das Verteidigerpaar. Er erlebte als Aktiver den Achillessehnenriss von Uwe Seeler am 20. Februar 1965 bei einem 2:1-Heimerfolg. Im September 1964 hatte er auch in den zwei Spielen im Messepokal gegen den FC Kilmarnock mitgewirkt.
Als der neue Trainer Elek Schwartz in der Saison 1965/66 das 4:2:4 System in Frankfurt einführte, absolvierte Weber am 29. Januar 1966 bei einem 0:0-Remis beim 1. FC Nürnberg sein letztes Bundesligaspiel. Zusammen mit Dieter Stinka bildete er dabei das Mittelfeld. In Buenos Aires war er am 13. April 1966 bei einem Testspiel gegen die argentinische Nationalmannschaft bei einem 3:1-Erfolg ebenfalls zum Einsatz gekommen. Zu Rundenbeginn war er in der Intertoto-Runde in den Spielen gegen FC La Chaux-de-Fonds, IFK Nörrköping und den PSV Eindhoven für die Eintracht aufgelaufen.
Weber hatte während seiner fußballerischen Karriere in Marburg und Frankfurt erfolgreich ein Pädagogikstudium betrieben und ging 1967 wieder in seine Heimatstadt Marburg als Lehrer zurück und schloss sich als Amateur den blau-weißen „Schimmelreitern“ des dortigen VfL an.